# Cryptocanthon genieri
Cryptocanthon genieri är en skalbaggsart som beskrevs av Cook 2002. Cryptocanthon genieri ingår i släktet Cryptocanthon och familjen bladhorningar. Inga underarter finns listade i Catalogue of Life.